# Bhimashankar
Bhimashankar es uno de los doce jyotirlingas, lugares sagrados principales dedicados a Shiva, y es también el lugar donde nace el río Bhima, que fluye hacia el sudeste para juntarse con el río Krishná.
El templo de Bhimashankar se encuentra en la aldea de Bhorgiri, a 50 km de Khed, 110 km de Pune y 200 km de Bombay, en los Ghats occidentales, al oeste de la India, entre la meseta del Deccan y el mar de Arabia.